# Non Stop (klub w Sopocie)
Non Stop – nieistniejący już klub muzyki młodzieżowej w Sopocie.
Działalność „Non Stopu” została zainaugurowana z inicjatywy Franciszka Walickiego latem 1961 przez zespół Czerwono-Czarni i przy współpracy z miejscowym przedsiębiorstwem gastronomicznym. W latach 1962–1963 jego gospodarzem był Krzysztof Klenczon. Występowały w nim praktycznie niemal wszystkie zespoły bigbeatowe lat 60. wraz z takimi solistami jak m.in.: Czesław Niemen, Michaj Burano, Helena Majdaniec, Ada Rusowicz, Katarzyna Sobczyk, Karin Stanek. Wielu fanom sopocki „Non Stop” kojarzy się z trójmiejskim zespołem Czerwone Gitary i mieszkającym ówcześnie w Sopocie Sewerynem Krajewskim. W pewnym okresie klub określano jako „salon” taneczny lub który prowadzi „podwieczorki taneczne”. De facto to była jedną z pierwszych dyskotek w Polsce. W 1967 organizację przejęło Polskie Stowarzyszenie Jazzowe.

## Nazwy
- Letnia kawiarnia z dansingiem Non Stop
- Sopocki Pawilon „Kawiarniano-rozrywkowy Non-Stop”
- Młodzieżowy Pawilon Muzyki, Tańca i Piosenki Non Stop
- Młodzieżowy Ośrodek Rozrywkowo-Sportowy Non Stop

## Siedziby
Klub kilkakrotnie zmieniał swoją siedzibę, w okresie:
- 1961-1962 na terenie BWA przy wejściu na molo, ul. Powstańców Warszawy 2/4,
- 1963-1967 mieścił się przy plaży pomiędzy ul. Drzymały 10 i Traugutta,
- 1968-1981 nieopodal przystanku SKM Sopot Wyścigi przy ul. Polnej 8-12,
- następnie przy molo prowadził działalność lokal którego z poprzednikami łączyła jedynie nazwa.

W pierwszych latach działalności funkcjonował też poza sezonem letnim w sopockim Grand Hotelu.